# 北通文
北 通文（きた みちぶみ、1901年10月4日- 1987年4月23日）は、日本のドイツ文学者。

## 人物・来歴
大分県生まれ。1926年東京帝国大学文学部独文科卒。旧制東京高等学校教授、戦後東京大学教養学部教授、1962年定年、早稲田大学商学部教授。1972年退職。

## 共著
- 『古典主義・浪漫主義(文芸思想史)』（小場瀬卓三共著、三一書房） 1957

## 翻訳
- 『独逸浪漫派』（リカルダ・フーフ、岩波書店） 1933
- 『三色すみれ』（テオドール・シュトルム、国松孝二共訳、郁文堂書店、シュトルム選集2） 1948
- 『死者はいつまでも若い』（アンナ・ゼーガース、白水社） 1953
- 『わが友キキー』（フリードリヒ・ヴォルフ、岩波少年文庫） 1954
- 『くろんぼノビの冒険』（ルートヴィヒ・レン、岩波少年文庫） 1957.1
- 『ドン・カルロス』（シラー、筑摩書房、世界文学大系18） 1959
- 『決断』（アンナ・ゼーガース、道家忠道, 新村浩共訳、三一新書） 1960
- 『北極海はよぶ』（アレクス・ウェッディング、新日本出版社、世界新少年少女文学選） 1966
- 『三色すみれ / 水に沈む』（シュトルム、角川文庫） 1968

## 参考
- 新聞記事の訃報[出典無効]